# ANZENグループ

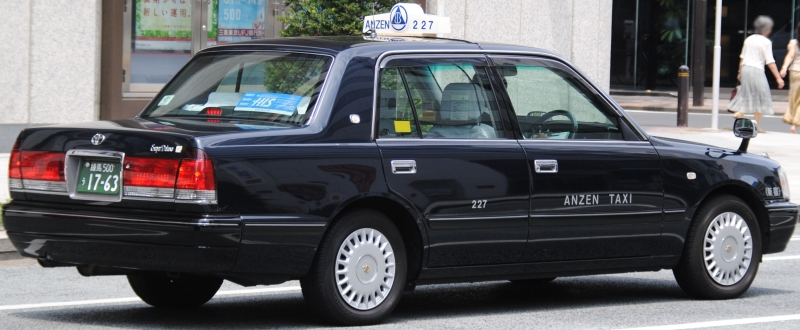
黒塗りハイグレード車
（トヨタ・クラウンセダン）

ANZENグループ（あんぜんグループ）は、東京23区武三地区を営業地域にしていた日本のタクシー事業者。なお正式な社名は「ANZEN Group株式会社」である。
2017年（平成29年）8月1日付で国際自動車株式会社へ合併され解散した。

## 歴史
1960年（昭和35年）に板橋区坂下で創業した安全興業株式会社（あんぜんこうぎょう）を母体とする。
2004年（平成16年）からはANZEN板橋株式会社・ANZEN品川株式会社・ANZEN新宿株式会社の運営子会社を束ねる「ANZEN Group株式会社」として再編された。
2007年（平成19年）に投資ファンドのヴァリアント・パートナーズへ株式が譲渡され、経営権が同社に移行。代表取締役社長も創業家一族出身の太田雅彦からヴァリアントパートナーズの本村正秀に代わった。
2010年（平成22年）12月にヴァリアント・パートナーズが保有するANZEN株すべてをkmホールディングスへ売却する株式譲渡契約を締結。2011年（平成23年）1月に国際自動車グループ傘下となった、さらに2014年（平成26年）までにグループ全社が国際自動車株式会社板橋・新宿・世田谷へ社名変更した。

国際自動車への合併後、2020年（令和2年）9月に国際自動車が分社を整理したことから、ANZENグループ由来の法人格は国際自動車株式会社T2を残すのみとなった。

### 沿革
- 1960年（昭和35年） - 安全興業株式会社として創業。
- 1983年（昭和58年） - 製薬会社三共 （現・第一三共）の子会社だった三共交通（品川区）を譲受し合併。
- 1999年（平成11年） - チェッカーキャブ所属の東都コミタスとEM自交無線（現・EM無線）所属の東興自動車交通を吸収合併。それぞれ品川営業所・玉川営業所[注釈 4]とする。
- 2000年（平成12年） - 安全自動車へ社名変更。チェッカーキャブに所属していた東海自動車を吸収合併し世田谷営業所とする。
- 2004年（平成16年） - 3社に分社。
- 2008年（平成20年） - 本社を新宿区中落合から板橋区坂下へ移転。ANZEN新宿株式会社が牛込営業所ならびに駒込営業所を廃止。
- 2011年（平成23年） - 株式の譲渡により国際自動車グループ傘下となる。
- 2012年（平成24年） - ANZEN品川株式会社が2月14日に品川営業所を廃止。ANZEN新宿株式会社が7月15日に江東営業所を廃止し坂下営業所を開設。
- 2013年（平成25年） - ANZEN品川株式会社が国際自動車株式会社（世田谷）へ社名変更。
- 2014年（平成26年） - ANZEN新宿株式会社落合営業所が国際自動車株式会社（新宿）へ社名変更、ANZEN板橋株式会社板橋営業所がANZEN新宿株式会社坂下営業所を統合した上で国際自動車株式会社（板橋）へ社名変更。
- 2017年（平成29年）8月1日 - ANZEN Group株式会社が、国際自動車へ吸収合併され解散[1]。

## 車両・営業上の特徴
2011年（平成23年）時点の運行車両数は約640台。2012年（平成24年）3月16日より車両を自社仕様から国際自動車仕様へ順次更新を行ったため、2013年（平成25年）時点では全廃となったが、以下の仕様ならびに営業上の特徴があった。
車両
全車自社無線を搭載するほか、塗装はボンネットを朱色とし帯・屋根・Cピラーを白色とした。
そのほか、黒塗りのハイグレード車も導入した。
喫煙車
ANZENグループは社団法人東京乗用旅客自動車協会（東旅協、現：一般社団法人東京ハイヤー・タクシー協会）に加盟しておらず、同協会が2008年（平成20年）1月7日にタクシー内での全面禁煙を実施した後にも喫煙乗車が可能であった。しかし「喫煙車」の表示がなかったことから、禁煙車を当然とする旅客とのトラブルも報告されていた。このため2009年（平成21年）4月以降は全車両が禁煙車となり、東旅協と足並みを揃えた形となった。
独自サービス
日本初の航空会社マイレージ提携およびクレジットカードオンライン決済導入事業者であるほか、2008年1月には地域・予約時間に応じて決められた料金で利用できるサービスである「定額制タクシー」を開始。さらに2009年4月には、病院の順番取り・薬の代理受取り&配達・子供の送迎・買い物代行・ペットのお届けなどを行う「サポートタクシー」を開始した。